# Anthrenus unifasciatus
Anthrenus unifasciatus is een keversoort uit de familie spektorren (Dermestidae). De wetenschappelijke naam van de soort werd in 1825 gepubliceerd door Latreille.